# VTune
Intel VTune Performance Analyzer (анализатор производительности) — коммерческое приложение для анализа производительности программ для компьютеров на базе x86-процессоров, причём программа имеет как графический интерфейс пользователя, так и поддержку командной строки. Программа доступна для Linux и для Microsoft Windows.

## Оптимизация кода
В VTune Performance Analyzer предусмотрена поддержка профилирования кода при помощи нескольких способов, включая профилирования на основе временных характеристик, событий и т. д. Профилировщик выдает итоговый результат, в который входят различные показатели, как например, время выполнения каждой подпрограммы, которые могут быть детализированы на уровне инструкций. Время, затраченное инструкциями, может указывать на всевозможные узкие места в конвейере при выполнении инструкций. Данный инструмент также может быть использован для анализа производительности многопоточных программ.

## Требования
Для использования VTune требуются процессоры Pentium4, Pentium M, Itanium 2, Xeon (NetBurst) или более новые, кроме Atom.
Сейчас для VTune из Intel OneApi -
Intel® Xeon® Processors v3 (или выше) или 4-е поколение процессоров 

## Возможности VTune Performance Analyzer
Дерево вызововОбеспечивает графическое представление потока исполнения приложения и помогает выявить критические функции и временные затраты в приложении. Профилирование дерева вызовов предусматривает графическое высокоуровневое и алгоритмическое представление выполнения программы на основе инструментирования двоичных исполнимых файлов, используемого для сбора данных о последовательности вызовов функций.
Семплирование на основе временных характеристик и событийСемплирование — статистический метод с низкими накладными расходами, предназначенный для выявления узких мест в производительности. Семплирование на основе временных замеров находит критические участки кода программ, потребляющие значительную долю ресурсов процессора. Семплирование на основе событий обнаруживает места, в которых происходят промахи кэширования, ошибки предсказания ветвления и другие проблемы производительности.
Просмотр исходного кодаРезультаты семплирования отображаются построчно на исходный/оттранслированный код.
Мониторинг программно доступных показателей производительностиОтображает информацию о производительности на системном уровне, как например, потребление ресурсов во время выполнения приложения.
Intel Thread Profiler (Профилировщик потоков)Временная шкала показывает, что именно делают потоки и как они взаимодействуют. Он также показывает распределение работы по потокам и выявляет дисбаланс нагрузки.
Performance Tuning Utility (PTU) (Утилита настройки производительности)PTU — отдельно загружаемое приложение, предоставляющее пользователям анализатора VTune доступ к экспериментальной технологии настройки. Сюда входит, например, Анализ доступа к данным (Data Access Analysis), который способен обнаруживать критические участки памяти и соотносить их с критическими участками кода.
Intel Parallel AmplifierПрофилировщик производительности, являющийся компонентом Intel Parallel Studio. Если вы приобрели анализатор VTune, то вы также можете скачать и использовать Parallel Amplifier. Он добавляет статистическое дерево вызовов (анализ критических участков кода), при этом затрачивается меньше накладных расходов (меньше интрузивность), чем для построения VTune точного дерева вызовов, плюс анализ распараллеливаемости, блокировок и ожиданий.

## Дополнительные источники
- Intel® VTune™ Performance Analyzer (веб-страница, посвященная продукту)
- Intel Performance Tuning Utility (PTU) Experimental tuning technology for VTune analyzer users (веб-страница, посвященная продукту)